# Колледж Шерубце
Колледж Шерубце был первым аккредитированным колледжем в Бутане, основанным в 1966 году. В 2003 году он вошёл в состав вновь созданного Королевского университета Бутана.
Колледж расположен недалеко от небольшого городка Канглунг в дзонгхаге Трашиганг в восточной части Бутана.
Королевское правительство Бутана нанимает около двух третей выпускников колледжа, в то время как остальные легко находят себе работу в частном секторе или в неправительственных организациях.

## Кафедры
Ежегодно колледж заканчивают около 300 выпускников. Они специализируются в различных областях, в том числе в экономике, бизнесе, вычислительной технике, дзонг-кэ, английском языке, географии и естественных науках. Наиболее значимой является кафедра ботаники, что неудивительно среди богатого биоразнообразия в гималайских районах.

## История колледжа
Третий король Бутана Джигме Дорджи Вангчук заложил первый камень в фундамент школы в июне 1966 года. Школа открылась в 1968 году, её первым директором был отец Уильям Маккей. В 1976 году школа была преобразована в колледж с университетскими курсами в области науки. В 1978 году в программу добавили искусство и бизнес-курсы.
В июле 1983 года Шерубце стал аффилированным колледжем Делийского университета Индии.
В июне 2003 года колледж был объединён с 9-ю другими в Королевский университет Бутана. В ближайшие годы кафедры бизнеса и экономики должны быть переданы Королевскому институту менеджмента.
Президентом колледжа являлась жена Джигме Сингье Вангчука (четвёртого короля Бутана) Дорджи Вангмо Вангчук.

## Известные выпускники
- Чойда Джамцо — депутат Национальной ассамблеи Бутана.
- Норбу Вангзом — депутат Национальной ассамблеи Бутана.